# Вінаго мвалійський
Віна́го мвалійський (Treron griveaudi) — вид голубоподібних птахів родини голубових (Columbidae). Ендемік Коморських Островів. Раніше вважався підвидом малагасійського вінаго.

## Опис
Довжина птаха становить 32 см. Голова і шия сіруваті, верхня частина тіла сіро-зелена, на другорядних покривних перах нечіткі фіолетові плями, на першорядних покривних перах кремово-біла смуга. Нижні покривні пера хвоста каштанові. Восковиця і дзьоб біля основи сірі.

## Поширення і екологія
Мвалійські вінаго є ендеміками острова Мохелі або Мвалі в архіпелазі Коморських островів. Імовірно, раніше вони також мешкали на островах Великий Комор і Анжуан. Мвалійські вінаго живуть у вологих рівнинних тропічних лісах і на кокосових плантаціях. Зустрічаються на висоті до 1000 м над рівнем моря. Ведуть деревний спосіб життя, живляться плодами.

## Збереження
МСОП класифікує цей вид як такий, що перебуває під загрозою зникнення. За оцінками дослідників, популяція мвалійських вінаго становить від 1000 до 2500 птахів. Їм загрожує знищення природного середовища.